# Caséo-Sojaïne

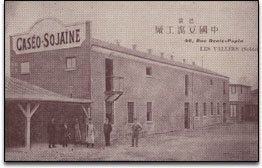
Fabrik zur Sojaverarbeitung bei Paris, 1916

Caséo-Sojaïne ist eine im Jahre 1908 in La Garenne-Colombes (in der Banlieue von Paris gelegen) errichtete Fabrik zur Soja-Verarbeitung. Gegründet hat sie der chinesische Agrarökonom und Pädagoge Li Yuying, der mit ihr die erste industrielle Sojamilch-Produktion aufbaute mit dem Ziel, in ärmeren Weltregionen (in erster Linie in seinem Heimatland China) den Ernährungsbedarf nachhaltig zu decken. In der Fabrik arbeiteten hauptsächlich Chinesen, die an einem Programm teilnahmen, bei dem sie parallel zu ihrer Arbeit ihre Studien in Chinesisch, Französisch und Naturwissenschaften absolvierten. Der spätere Führer der Volksrepublik China, Deng Xiaoping, arbeitete dort bis zum Jahre 1920.
Die Caséo-Sojaïne leistete Pionierarbeit bei der Verarbeitung von Soja. Sie steigerte den Öl- und Proteingehalt der Produkte und verbesserte die Ertragsstabilität.
Die Fabrik veranschaulicht das Prinzip des Qingong jianxue yundong: Neben dem eigentlichen Zweck, eine Anlage zur effektiven Produktion von Lebensmitteln auf Basis innovativer Anwendung chemischer und agrarwissenschaftlicher Forschung zu schaffen, sollte in einer einfachen Anlage bei strengen moralischen Rahmenbedingungen (unter anderem waren Alkohol, Tabak, Glücksspiel und Prostitution untersagt) der Lebensrhythmus der studentischen Arbeiter täglich zwischen Arbeit und Studientätigkeit während der Freizeit wechseln. Dieses Prinzip sollte dazu beitragen, einen neuen Menschentyp bzw. eine neue Elite heranzubilden: ganz der Arbeit gewidmet und von untadeliger Redlichkeit. Weiter sollte diese Methode im Sozialverhalten jedes Einzelnen Werte wie gegenseitige Hilfestellung, Kooperation, Gleichberechtigung entwickeln.